# Bomadi

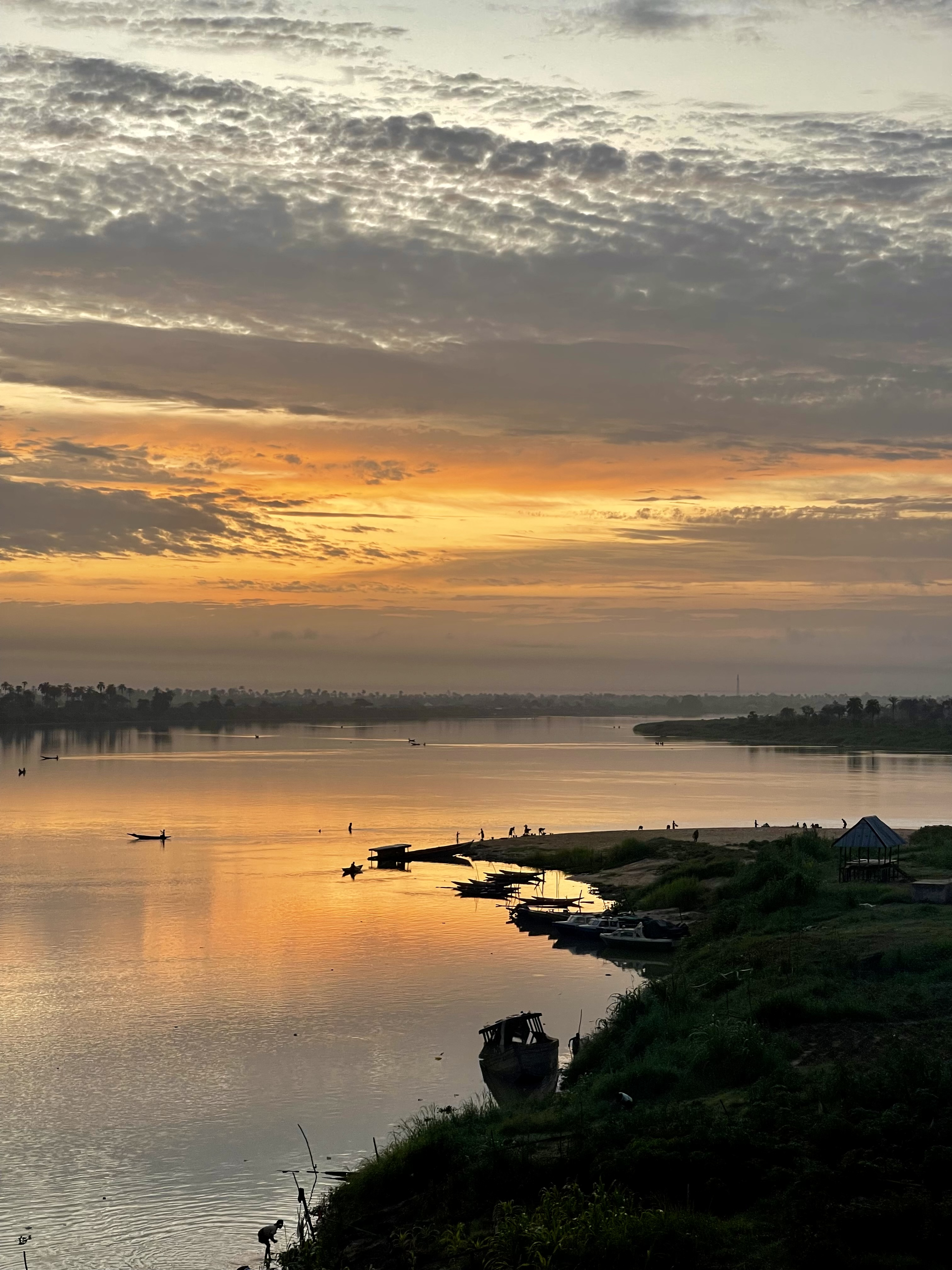
Le Niger (fleuve) à Bomadi. Avril 2022.

Bomadi est une zone de gouvernement local de l'État du Delta au Nigeria,.

## Source
- (en) Cet article est partiellement ou en totalité issu de l’article de Wikipédia en anglais intitulé « Bomadi » (voir la liste des auteurs).